# Восток-4
«Восток-4» — четвёртый советский пилотируемый космический корабль из серии «Восток».

## Параметры полёта
- Масса аппарата — 4,728 т;
- Наклонение орбиты — 64,95°.
- Период обращения — 88,39 мин.
- Перигей — 179,8 км.
- Апогей — 236,7 км.

## Экипаж
- Экипаж корабля — Павел Попович.
- 1-й дублирующий экипаж — Владимир Комаров.
- 2-й дублирующий экипаж — Борис Волынов.

## Описание полёта
Первый в мире групповой космический полёт. Одновременно с «Востоком-4» в космосе находился «Восток-3», который пилотировал Андриян Николаев. Благодаря большой точности в выведении на орбиту обоих кораблей параметры их орбит практически совпадали, максимальное сближение кораблей составило порядка 6,5 км. В полёте космонавты визуально наблюдали корабли друг друга. Одной из задач совместного полёта двух кораблей был военный эксперимент по программе создания перехватчика спутников, при этом «Восток-4» играл роль перехватчика, а запущенный чуть раньше «Восток-3» — цели.
Из интервью Павла Поповича:
На следующий день и я стартовал. Вышел на орбиту, сразу его корабль увидел. Между нами было километра четыре.
Андрей начал: «Беркут, Беркут, я — Сокол. Как меня слышите?»
Я ему кричу: «Привет, Андрей! Я не только тебя слышу, я тебя вижу! Ты справа от меня летишь, как маленькая луна».

## Физиологические характеристики
Лабораторные исследования мочи космонавтов Поповича и Николаева показали повышенное содержание кальция в организме космонавтов, что объяснялось отсутствием нагрузок на мышечную систему человека в невесомости сопоставимых с атмосферным давлением на Земле, что также приводило к деминерализации костных тканей. Кроме того, указанное обстоятельство объяснялось особенностями новых скафандров, поддерживающих давление внутри, эквивалентное 1⁄2 атм.

## Ссылки

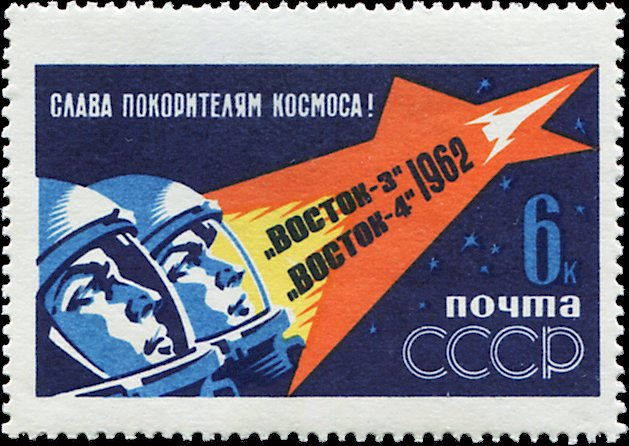
Почтовая марка СССР. 1962. Восток-3, Восток-4